# منشأ (تشريح)
المَنْشَأ التشريحي (بالإنجليزية: The anatomical origin) هو مفهوم يستخدم عند وصف العضلات والأوتار والأربطة والأعصاب والدم والأوعية اللمفية. وعلى الرغم من أن هذا المصطلح كثيرًا ما يحمل معاني مختلفة نسبيًا وفقًا لنوع المنشأ المشار إليه، فإنه يُستخدم بوجه عام لتوضيح الموقع النسبي للبنية التشريحية التي يدور حولها النقاش. ولا يمكن فهم ذلك في إطار المعنى المؤقت التخلقي.

## العضلات
منشأ العضلة هو نقطة ارتباط العضلة بالعظمة.
تميل البنية المتصل بها المنشأ دائمًا إلى الحركة مع انقباض العضلة. كما يظهر موقع المنشأ أكثر قربًا وأكبر من حيث الكتلة من البنية المتصل بها الطرف الآخر.
ويسمى الطرف الآخر من العضلة مُندرَج. أما فيما يخص صفات المندرَج، فتعتبر نقطة هذا المندرج أكثر بعدًا وأقل حجمًا من حيث الكتلة من موقع المنشأ. وهو الطرف الذي يميل إلى تحرك بينما يظل جزء الجسم الخاص بالمنشأ ثابتًا مستقرًا.
تشير هذه التعريفات إلى وجود جوانب وظيفية لمنشأ العضلة ومندرجها. ويلعب كلُّ من منشأ العضلة ومندرجها دورًا هامًا يساعد على فهم الوظيفة الفيزيولوجية للعضلة.

### مثال
في العضلة الظهرية العريضة، يكون موقع المنشأ هو الجذع، والمُندرَج هو الذراع. وعادةً يتحرك المندرَج القاصي (الذراع)، لأن كتلته أقل. وهذا ما يحدث عندما يتمسك الإنسان بأشياء أخف وزنًا من جسمه (مثل تمرن شخص ما مبتدئ على آلة السحب الزاوي). ومع ذلك، قد يحدث العكس ويتحرك المنشأ (الجذع) بينما يظل المندرج (الذراع) ثابتًا، ونرى ذلك عند أداء لاعب الجمباز تمرين الرافعة الأمامية؛ حيث يُثبت اللاعب ذراعيه على العارضة بينما يحرك جذعه لأعلى حتى يلامس ذراعيه.

## الأوتار والأربطة والأعصاب والأوعية الدموية واللمفية
منشأ الشريان يكون عادةً الشريان الأكبر الذي يتفرع منه الشريان السابق.

## الحواشي والمراجع
1. ↑  e.g. origin of a muscle as opposed to the origin of an شريان
2. ↑  Martini، Frederic (2001). Fundamentals of Anatomy and Physiology, 5th Ed. Prentice Hall. ISBN 0-13-017292-8. {{استشهاد بكتاب}}: الوسيط author-name-list parameters تكرر أكثر من مرة (مساعدة)